# Frieda Nugel
Frieda Nugel (18 juin 1884 – 6 novembre 1966) est une mathématicienne allemande et activiste des droits civils. Elle est l'une des premières femmes de son pays à obtenir un doctorat.

## Biographie

### Jeunesse et formation
Frieda Nugel naît le 18 juin 1884 à Cottbus, la quatrième des six enfants de l'organiste et professeur de musique Friedrich Arthur Nugel et sa femme Marie Bombe. Elle commence sa scolarité à la maison, puis la poursuit à la Mädchen-Mittelschule et à la Höhere Mädchenschule, des écoles primaires et secondaires pour filles. En 1906, elle passe l'examen d’État d'enseignement à Berlin. Elle retourne dans sa ville natale comme tutrice privée auprès de la famille Von Werdeck, tout en préparant le niveau final des examens de mathématiques allemandes sous la tutelle de Rudolf Tiemann. Elle passe l'examen à la Luisenstädtische Oberschule, le 16 septembre 1907. Elle commence alors des études universitaires à Berlin en mathématiques, en physique et en allemand puis part étudier à l'Université de Munich. Ville où pendant un semestre, elle assiste aux cours de Ferdinand von Lindemann et Aurel Voss. À l'automne 1909, elle commence son année doctorale à l'Université Martin-Luther de Halle-Wittemberg, assistant aux cours de Georg Cantor et Albert Wangerin. Elle défend sa thèse Die Schraubenlinien. Eine monographische Darstellung, supervisée par August Gutzmer, en 1912. En recevant son doctorat, elle devient une des premières femmes allemandes à atteindre ce niveau d'étude, après Marie Gernet (en 1895 à Heidelberg), Annie Reineck (en 1907 à Berne) et Emmy Noether (en 1908 à Erlangen). En juillet, elle est reçue à l'examen qui l'autorise à enseigner les mathématiques, la physique et l'allemand au collège-lycée.

### Carrière
Nugel travaille en tant que professeur dans une école pour filles de Cottbus pendant deux ans, jusqu'à son mariage avec Louis Hahn en 1914. Ils auront quatre enfants, dont le premier nait en 1915. Le couple déménage à Altena puis à Emden, où Louis travaille pour le journal familial. Nugel enseigne à temps partiel dans deux écoles de 1914 à 1918. Durant cette période, elle est contrainte d'enseigner -notamment- au lycée Kaiser-Friedrich pour participer à l'effort de guerre dans le contexte de la Première Guerre mondiale. Par la suite, elle ne donne plus que des cours privés. Elle publie des articles pour la promotion des droits civils et l'amélioration du droit à l'éducation des femmes.
En 1927, son époux fait faillite. Nugel obtient un emploi à temps partiel dans une école d'Emden. Cet emploi devient permanent en 1930 mais elle touche un salaire inférieur à celui des hommes employés de l'école dans la même position. Entre 1939 et 1945, la ville est bombardée et l'école est transférée à Bad Wildungen. Ses deux fils sont tués en 1944 pendant la deuxième guerre mondiale.
Nugel prend sa retraite en 1945. Après la mort de son époux, elle s'installe à Bad Godesberg pour se rapprocher de sa famille. En 1962, la faculté de mathématiques et de sciences naturelles de Halle lui décerne un "diplôme doctoral d'or" à l'occasion des cinquante ans de sa thèse.
Elle meurt le 6 novembre 1966.

## Publications
- 1912 : Die Schraubenlinien. Eine monographische Darstellung (Les hélices. Une illustration monographique)[7]
- 1916 : Die deutsche Hausfrau und der Krieg (La femme au foyer allemande et la guerre, introduction par Gertrud Bäumer).
- 1919 : Frauenbewegung und Kinderemanzipation (Le mouvement des femmes et l'émancipation de l'enfant)
- 1921 : Die Frau in der Gemeindeverwaltung (La femme dans l'administration locale)
- 1924 : Das Oberlyzeum (Le Lycée supérieur)
- 1925 : Staat und Stadt Hamburg: Die dreijährige Grundschule vom Standpunkt der Mutter (L'état et la ville de Hambourg : L'école primaire du point de vue d'une mère)